# Albert Fernique

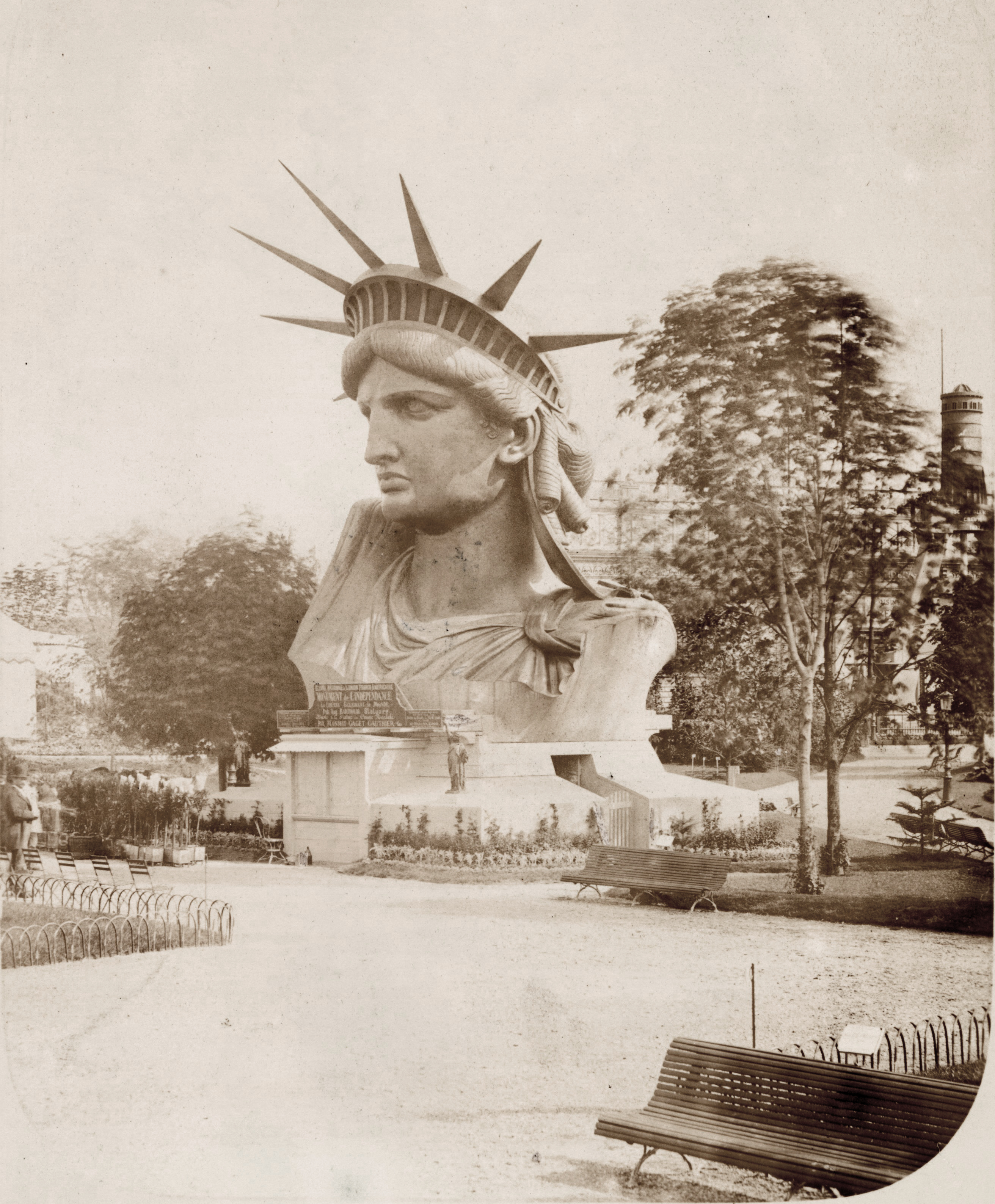
Hlava Sochy Svobody v pařížském parku

Albert Fernique (30. června 1841, Paříž – 1898) byl francouzský fotograf, pionýr fotomechaniky.

## Život a dílo
Fernique vystudoval jako inženýr na umělecké střední škole École centrale des arts et manufactures a diplom získal v roce 1862, oficiálně se začal živit jako profesionální fotograf v roce 1873 v Bottinu. V roce 1879 se stal členem Francouzské fotografické společnosti Société française de photographie a v letech 1878 a 1889 se zúčastnil výstav v Paříži a v roce 1889 v Anvers.
Jeho studio se nacházelo v domě s číslem popisným 31 na ulici rue de Fleurus v Paříži. Reprodukoval fotograficky mnoho monumentálních děl umělců své doby, včetně Jeana-Baptista Carpeauxa, interiérový design, přičemž jeho technika snímání fungovala zejména pro zachycení ambientního světla.
Série fotografií, které pořídil na místě výroby Bartholdiho Sochy Svobody ve Francii patří mezi jeho nejznámější díla. Albert Fernique se také zajímal o fotomechanické procesy, jako byla litografie a fotogravura, spolupracoval na rozvoji mikrofotografie s René Dagronem (1870).
Jeho bratr Victor Fernique byl také fotograf, v roce 1878 uskutečnil fotografickou pouť do Svaté země. Syn Alberta Ferniqua pokračoval v provozování živnosti na stejné adrese od roku 1894. Fotografie Alberta Ferniqua zobrazující pařížské divadlo École centrale (1875) byla zařazena mezi 180 mistrovských děl katedry fotografie Francouzské národní knihovny.

## Sbírky
- Francouzská národní knihovna

## Galerie

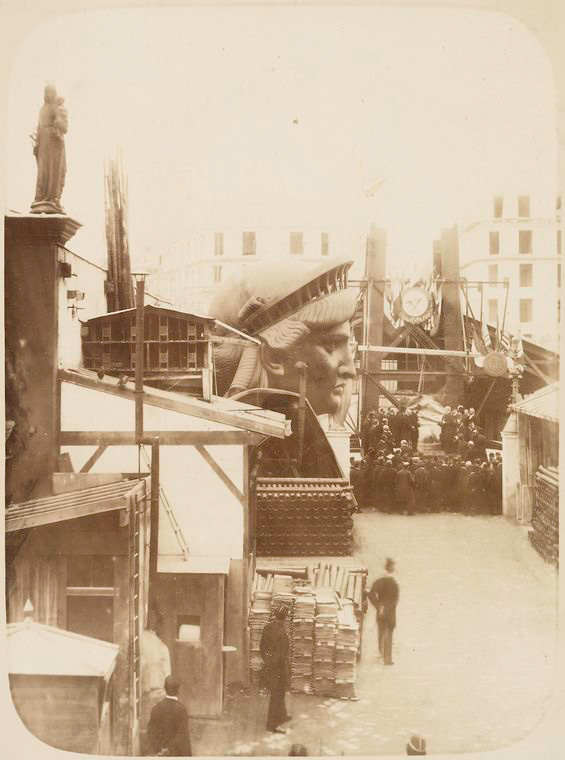
Stavba Sochy Svobody, 1883
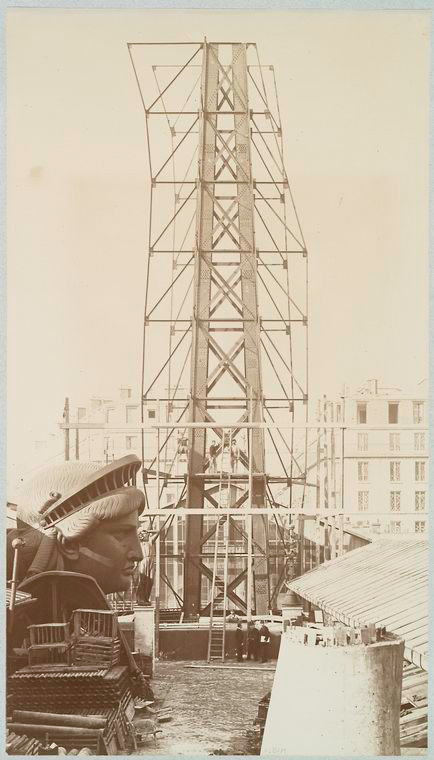
Stavba Sochy Svobody
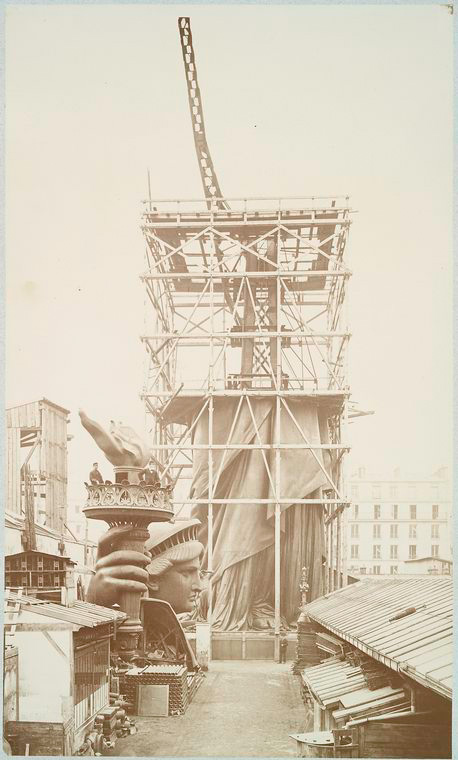
Stavba Sochy Svobody
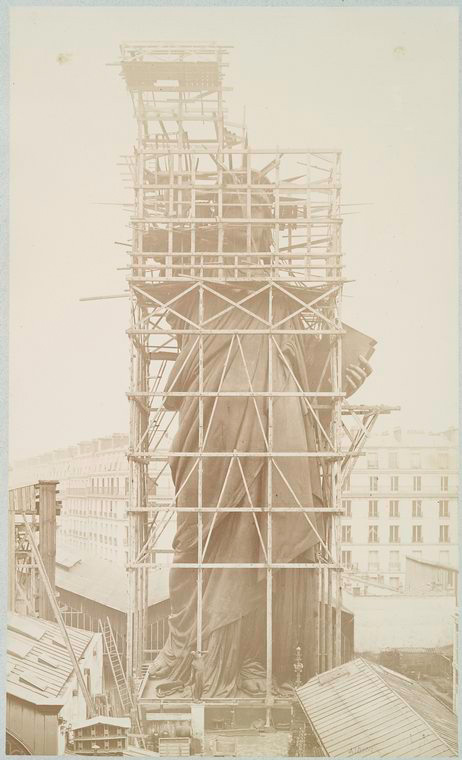
Stavba Sochy Svobody
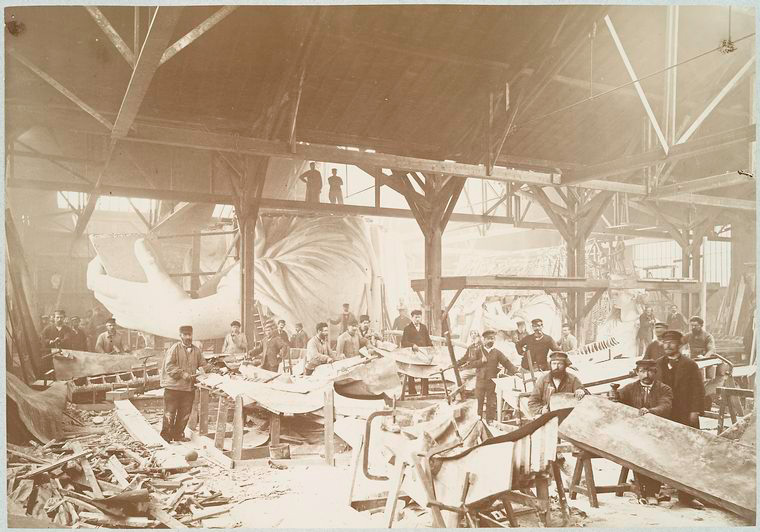
Stavba Sochy Svobody